# Pseudopanthera meridionalis
Pseudopanthera meridionalis là một loài bướm đêm trong họ Geometridae.